# Molnár Albert (igazgató)
Molnár Albert (Kismarja, 1839. november 2. – Kismarja, 1916. augusztus 9.) polgári iskolai igazgató. 

## Életútja
Szülei Molnár Ferenc tanító és Posta Mária. Középiskolai tanulmányait a debreceni református főgimnáziumban végezte, ahol 1859-ben érettségi vizsgálatot tett. Ugyancsak Debrecenben hallgatta 1859-től 1862-ig mint rendes, 1862-től 1864-ig mint magántanuló a bölcsészeti teológiai és jogi tanfolyamot, majd 1864-ben lelkészképesítő vizsgálatot tett.
1862-ben szerzett tanári oklevelet a latin nyelvből, ekkor a makói kisgimnáziumhoz hívták meg igazgató tanárnak ahol tíz éven át egymaga vezette a gimnázium három osztályát. A gimnázium feloszlása után községi jegyzői képesítést szerzett és ezen minőségben működött mint Makó város egyik jegyzője 1875-ig. Ugyanebben az évben ismét a tanügyi pályára lépett, a református gimnázium a város anyagi támogatásával új életre kelt és Molnár Albert újfent elfoglalta a katedrát, hogy igazi hivatásának éljen. 1881-ben a gimnázium az állam segítségével polgári fiúiskolává alakult át és ettől kezdve Molnár ennél az intézetnél működött mint a latin nyelv tanára. 1888-tól az intézet igazgatója volt. 1892-ben kartársai és tanítványai, valamint Makó város egész társadalma megünnepelték tanári működésének harminc éves fordulóját. 
1895-ben nyílt meg a makói községi, majd 1896-tól állami főgimnázium, melynek kötelékében Molnár Albert mint rendes tanár nyert alkalmazást és még tizennégy éven keresztül volt az ifjúság lelkes nevelője. 1909-ben, 47 évi tanári munka után nyugalomba vonult. 1916 nyarán kaszaperi birtokáról Kismarján élő fivére látogatására ment és váratlanul érte a halál szívhűdés következtében. Családja Makóra vitette és itt kísérte utolsó útjára a város nagy közönsége. Felesége Műhelyi Vilma, akivel 1866. július 8-án kötött házasságot Makón.
Makó város kulturális életében évtizedeken keresztül jelentős szerepet játszott, 1871-ben megszervezte az első makói tanítóegyesületet. Mint hírlapíró hosszú ideig dolgozott a makói sajtó számára.
Cikkei megjelentek a Fővárosi Lapokban (1877. 62. sz. A tragikai bűnről, 95., 96. A hallgatás és elhallgatás a költészetben); a Marosvidékben (A tragikumról). Szerkesztette a Maros c. hetilapot 1879. április 1-től december 16-ig, szerkesztette és kiadta a Csanád c. makói hetilapot 1878-79-ben. Megírta a makói református gimnázium történetét is (megjelenéséről nincs adat).